# Ernesto Ceirano
Ernesto Ceirano (ur. 9 września 1875 roku w Cuneo, zm. 23 lutego 1953 w Turynie) – włoski kierowca wyścigowy i przedsiębiorca.

## Kariera
Bracia Ernesto, Giovanni, Giovanni Battista i Matteo Ceirano odgrywali ważne role w historii takich przedsiębiorstw motoryzacyjnych jak:  Ceirano GB & C, Welleyes, Fratelli Ceirano, S.T.A.R. / Rapid (Società Torinese Automobili Rapid), SCAT (Società Ceirano Automobili Torino), Itala i S.P.A. (Società Piemontese Automobili). Ernesto Ceirano założył w 1919 roku Ceirano Fabbrica Automobili, a w 1922 roku przejął kontrolę nad Fabrica Anonima Torinese Automobili (FATA).
W wyścigach samochodowych Włoch startował głównie na włoskich torach. W 1908 roku stanął na najniższym stopniu podium Targa Florio w samochodzie S.P.A. W tymże wyścigu dwukrotnie był najlepszy - w latach 1911 i 1914. W kolejnych latach jego największym sukcesem w wyścigach Grand Prix było zwycięstwo na torze Sardo Circuit.